# Васил Козаров
Васил Стефанов Коза̀ров (12 февруари 1886 – 1 януари 1961 г.), известен още като Боби и Козинчо е български цирков артист.

## Биография
Роден е на 12 февруари 1886 г. в Пазарджик. Учи в школата към първата българска професионална циркова трупа „Българско знаме“. От 1902 г. е част от трупата на намиращия се по това време в България австрийски цирк „Момерт“. В него играе като акробат, гимнастик и клоун. Работи в чужбина до 1922 г. След това се завръща в България и през 1923 г. основава своя цирк „Козаров“. След 1944 г. играе като клоун, пантомим и е дресьор на кучета.
Умира на 1 януари 1961 г.
Негов син е цирковият артист Тодор Козаров.